# Kortvoort
Kortvoort is een buurt en straat in de Bijlmermeer in Amsterdam-Zuidoost. De buurt en straat werden op 20 januari 1971 bij een raadsbesluit vernoemd naar een buurtschap en huis onder Oss. Het deelwoord voort of voorde duidt op een oorspronkelijk doorwaadbare plaats.
Het zuidelijke deel en de straat Kortvoort rondom kwamen gereed in de jaren zeventig en bevatte scholen en een bejaardentehuis, het Evean Henriëtte Roland Holsthuis. De wijk is gelegen ten oosten van de Gooiseweg, ten westen van de Groesbeekdreef, ten noorden van de Karspeldreef en ten zuiden van Gulden Kruis.
In de jaren tachtig verscheen op het noordelijke braakliggende terrein een middelhoogbouwwijk maar ook laagbouw met voornamelijk sociale huurwoningen, stedebouwkundig oorspronkelijk geheel afwijkend van de rest van de wijk en net als het Kantershof en Geerdinkhof streng gescheiden van de hoogbouw. Het parkeren vindt plaats op straat. De straten hebben conform de uitgangspunten van het stedenbouwkundig plan van de Bijlmermeer alle een naam die begint met dezelfde letter, Kloekhorststraat, Kneppelstraat, Kolfschotenstraat, Kormelinkweg, Krimpertplein en Kuilsenhofweg. Kortvoort heeft een totale oppervlakte van 22 hectare met veel groen waarvan 1 hectare water is. De gemiddelde dichtheid van de adressen is 3687 per vierkante kilometer en er wonen 1600 huishoudens.
Bus 47 verbindt de buurt met de Amsterdamse Poort en metrostation Ganzenhoef en heeft op de Groesbeekdreef de halte Kikkenstein bij de Jolicoeurbrug die door middel van trappen met het maaiveld verbonden is.
Waar de rest van de Bijlmermeer aan het eind van de 20e en het begin van de 21e eeuw voor grote delen is vernieuwd bevindt deze wijk zich nog steeds in zijn oorspronkelijke vorm.